# 松平信興
松平 信興（まつだいら のぶおき）は、江戸時代前期の大名、若年寄、大坂城代、京都所司代。高崎藩系大河内松平家初代。松平信綱の五男。

## 生涯
寛永18年8月に徳川家綱の側近として中奥小姓、小姓組番頭、寛文7年正月には御側などを務めたほか、延宝7年に若年寄、天和2年に奏者番、貞享4年に大坂城代、元禄3年に京都所司代などの要職も歴任した。雑兵の戦場での体験談をまとめた『雑兵物語』の編纂に関与したという説がある。しかし実際の作者は不詳である。元禄4年（1691年）死去。
信興には実子がなく、家督は養子（実兄松平輝綱の六男）の輝貞が継ぎ、最終的には上野国高崎藩主として幕末を迎える。

## 経歴
- 寛文2年（1662年）4月18日、兄輝綱より、父信綱の遺領武蔵国埼玉郡のうち新田5千石を分与される。
- 延宝7年（1679年）7月10日、若年寄に任ぜられる。1万2千石を領し、大名に列する。
- 天和2年（1682年）2月19日、2万2千石をもって土浦藩主となる。
- 貞享4年（1687年）10月13日、1万石を加増され大坂城代となり、摂津国・河内国内へ移封。
- 元禄2年（1689年） 養子の斐章を廃嫡する。
- 元禄3年（1690年）12月26日、従四位下・侍従となり、京都所司代に転ずる。
- 元禄4年（1691年）死去。